# Estádio Municipal Ademir Cunha
Estádio Municipal Ademir Cunha – stadion piłkarski, w Paulista, Pernambuco, Brazylia, na którym swoje mecze rozgrywa klub Paulistano Futebol Clube.